# Departamento de Pilcaniyeu
Departamento de Pilcaniyeu är en kommun i Argentina.   Den ligger i provinsen Río Negro, i den sydvästra delen av landet, 1 300 km sydväst om huvudstaden Buenos Aires.
Omgivningarna runt Departamento de Pilcaniyeu är i huvudsak ett öppet busklandskap. Trakten runt Departamento de Pilcaniyeu är nära nog obefolkad, med mindre än två invånare per kvadratkilometer.